# Ethan Ampadu
Ethan Kwame Colm Raymond Ampadu (Exeter, 14 september 2000) is een Engels-Welsh voetballer die doorgaans als centrale verdediger of verdedigende middenvelder speelt.
Ampadu stroomde in 2016 door vanuit de jeugdopleiding van Exeter City, waar hij de jongste speler ooit in het eerste elftal werd. Een jaar later maakte hij de overstap naar Chelsea FC, waar hij de FA Cup en de UEFA Europa League won, maar weinig speeltijd kreeg en aan vier clubs verhuurd werd. In 2023 maakte hij de permanente overstap naar Leeds United, waar hij uitgroeide tot sleutelspeler en aanvoerder van een team dat promoveerde naar de Premier League
Ampadu werd geboren in Engeland, maar debuteerde in 2017 in het Welsh voetbalelftal, waarmee hij deelnam aan het EK 2020 en het WK 2022. In 2024 werd hij de jongste Welshman met vijftig interlands achter zijn naam.

## Clubcarrière

### Exeter City
Ampadu is afkomstig uit de jeugdacademie van Exeter City, waar hij voor een periode getraind werd door zijn vader Kwame Ampadu. Hij werd in april 2016 gelinkt met een overstap naar Manchester United, Liverpool FC, Arsenal FC en Chelsea FC. Hij debuteerde in het eerste elftal op 9 augustus 2016, toen hij de volledige 120 minuten speelde in het met 1–0 gewonnen League Cup-thuisduel met Brentford FC. Met een leeftijd van 15 jaar, 10 maanden en 26 dagen verbrak hij het record van Cliff Bastin als jongste speler ooit voor Exeter City. Het record werd in augustus 2019 verbroken door Ben Chrisene. Ampadu kon die dag meedoen doordat hij vrij was van school tijdens de zomervakantie. Hij werd direct verkozen tot man van de wedstrijd en trainer Paul Tisdale zei na afloop dat Ampadu speelde als een 35-jarige. Een week later debuteerde Ampadu in de League Two, thuis tegen Crawley Town (0–1). Hij speelde in het restant van het seizoen nog elf wedstrijden, waarvan zeven in de competitie. In 2017 weigerde hij een studiebeurs van Exeter City, om met andere clubs te onderhandelen over een contract.

### Chelsea FC
Op 1 juli 2017 werd bekend dat Ampadu een contract ondertekende bij Chelsea FC, dat het seizoen daarvoor Engels landskampioen was geworden. Chelsea FC en Exeter City zouden vervolgens onderhandelen over een vergoeding. Na een tribunaal werd in april 2018 besloten dat Chelsea FC een vergoeding van tussen £ 1,3 miljoen en £ 2,5 miljoen moest betalen. Exeter City was teleurgesteld over die beslissing. Ampadu debuteerde voor het eerste elftal van Chelsea FC in het League Cup-thuisduel met Nottingham Forest (5–1) op 20 september 2017, als vervanger van Cesc Fàbregas in de 56ste minuut. Zo werd hij op een leeftijd van 17 jaar en 7 dagen de jongste speler van Chelsea FC sinds Michael Woods in januari 2007. Bovendien werd hij de eerste speler die voor Chelsea FC uitkwam en in de jaren 2000 was geboren. In de volgende ronde van de League Cup, waarin er met 2–1 werd gewonnen van Everton FC, maakte hij zijn basisdebuut voor Chelsea FC. Ampadu kwam op 12 december 2017 voor het eerst in actie in de Premier League, als vervanger van Andreas Christensen in de tachtigste minuut van een 1–3 zege op Huddersfield Town. Op dat moment was Jody Morris de enige speler die op een jongere leeftijd in actie was gekomen voor Chelsea FC in de Premier League dan de 17 jaar en 89 dagen van Ampadu. Voor jeugdelftallen miste Ampadu op 6 februari 2018 een penalty in de verloren strafschoppenserie tegen Lincoln City in de halve finales EFL Trophy en scoorde hij op 21 februari 2018 tegen Feyenoord in de achtste finales van de UEFA Youth League. Door blessureleed moest hij de laatste weken van het seizoen 2017/18 missen. In deze weken eindigde Chelsea FC als vijfde in de Premier League, won het de finale van de FA Cup met 1–0 van Manchester United en verloor het de UEFA Youth League-finale met 0–3 van FC Barcelona.

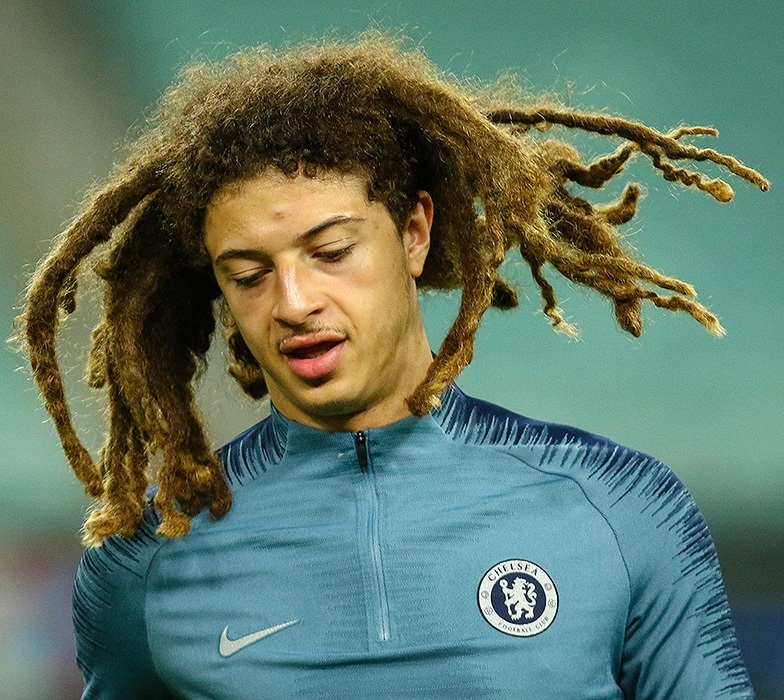
Ampadu tijdens een training van Chelsea FC in aanloop naar de UEFA Europa Leaguefinale in mei 2019

In september 2018 sprak Cardiff City-trainer Neil Warnock uit dat hij graag wilde dat Ampadu verhuurd ging worden aan Cardiff City. Ampadu ondertekende in dezelfde maand een nieuw vijfjarig contract voor Chelsea FC. Toch kreeg hij in het seizoen 2018/19 onder leiding van Maurizio Sarri als opvolger van Antonio Conte geen speelminuten in de competitie. Hij maakte op 29 november 2018 zijn debuut in het internationale clubvoetbal, als vervanger van Davide Zappacosta in de 63ste minuut van de 4–0 thuisoverwinning op PAOK Saloniki in de UEFA Europa League. Wederom miste Ampadu de laatste weken van het seizoen vanwege een blessure, maar hij was op tijd hersteld om op de reservebank te zitten bij de met 4–1 gewonnen UEFA Europa Leaguefinale tegen stadsgenoot Arsenal FC. Op 15 juli 2019 werd Ampadu in verband gebracht met een verhuur voor een seizoen aan het gepromoveerde Aston Villa. Een dag later vertelde Frank Lampard als nieuwe trainer van Chelsea FC bekend dat Ampadu waarschijnlijk verhuurd zou worden voor een seizoen.

#### Verhuurperioden
Op 22 juli 2019 werd bekend dat Ampadu door Chelsea FC voor een seizoen werd verhuurd aan RB Leipzig, dat het seizoen daarvoor als derde was geëindigd in de Bundesliga, om meer speelminuten op het hoogste niveau te krijgen. Hij debuteerde in Duitsland op 30 oktober 2019, als vervanger van Dayot Upamecano in de 72ste minuut van het bekerduel met VfL Wolfsburg (1–6 winst). Hij speelde als vervanger voor Upamecano en Nordi Mukiele vervolgens ook de twee eerstvolgende competitiewedstrijden, tegen FSV Mainz (8–0 zege) en Hertha BSC (2–4 zege). Ampadu maakte op 27 november 2019 zijn basisdebuut voor RB Leipzig en zijn UEFA Champions League-debuut bij een 2–2 gelijkspel tegen SL Benfica. In januari 2020 wilden meerdere Premier League-clubs Ampadu overnemen van RB Leipzig. Ampadu bleef bij RB Leipzig en kwam in het volledige seizoen tot slechts zeven optredens bij RB Leipzig, waarvan drie in de competitie. Door een blessure moest hij de laatste maanden van het seizoen missen. Tijdens de onderbreking van het seizoen door de coronacrisis vertelde hij dat zijn periode bij RB Leipzig niet zo verliep als gehoopt, maar dat hij geen spijt had van zijn tijdelijke overstap naar RB Leipzig. Na de onderbreking eindigde RB Leipzig als derde in de Bundesliga en werd het door Paris Saint-Germain uitgeschakeld in de halve finales van de UEFA Champions League.
Ampadu werd op 7 september 2020 wederom door Chelsea FC voor een seizoen verhuurd om meer speelminuten in het eerste elftal te krijgen, ditmaal aan Sheffield United, dat als negende was geëindigd in het voorgaande Premier League-seizoen. Hij debuteerde voor Sheffield United op 17 september 2020, als basisspeler in het League Cup-duel dat na strafschoppen werd verloren tegen Burnley FC. Vier dagen later maakte hij zijn competitiedebuut namens Sheffield United bij een 1–0 nederlaag tegen Aston Villa door na een half uur David McGoldrick te vervangen. Sheffield United won geen van de eerste zeventien wedstrijden van het competitieseizoen en eindigde als hekkensluiter, waardoor het degradeerde. Ampadu miste de laatste maand door een blessure aan zijn bekken, maar kwam in zijn periode bij Sheffield United tot 29 wedstrijden, waarvan 25 in de competitie.
Op 31 augustus 2021 werd het contract van Ampadu bij Chelsea FC verlengd tot medio 2024 en werd Ampadu voor een derde keer verhuurd, ditmaal aan Venezia FC, dat het voorgaande seizoen was gepromoveerd naar de Serie A. Ampadu debuteerde voor Venezia FC op 27 september 2021, toen hij voor de rust binnen de lijnen kwam voor Antonio Junior Vacca in de thuiswedstrijd tegen Torino FC (1–1). Vier dagen later tegen Cagliari (1–1) startte hij voor het eerst in de basiself. Op 26 oktober 2021 werd hij in het met 1–2 verloren competitieduel tegen US Salernitana van het veld gestuurd met een directe rode kaart voor een overtreding op Franck Ribéry. Die beslissing van scheidsrechter Marco Di Bello zorgde voor verbazing. Ook in de uitwedstrijd tegen US Salernitana, op 5 mei 2022, werd Ampadu van het veld gestuurd, ditmaal met twee gele kaarten. Hij kwam in het seizoen 2021/22 in 29 competitiewedstrijden in actie. Venezia FC eindigde onderaan de Serie A en degradeerde.
Op 1 september 2022 werd bekend dat Ampadu voor een vierde jaar op rij verhuurd zou worden door Chelsea FC, wederom in de Serie A, aan Spezia Calcio, dat een seizoen eerder als zestiende was geëindigd. Hij debuteerde voor Spezia op 10 september 2022, als basisspeler tijdens een 1–0 nederlaag op bezoek bij SSC Napoli. Hij kreeg op 14 april 2023 in de thuiswedstrijd tegen SS Lazio (0–3) twee gele kaarten en dus een rode kaart. In die wedstrijd veroorzaakte hij bovendien een benutte strafschop. Ampadu kwam in het competitieseizoen 2022/23 31 keer in actie. Doordat Spezia aan de rand van degradatie eindigde op hetzelfde aantal punten als Hellas Verona, moesten beide clubs een play-off tegen degradatie spelen. In dit duel op 11 juni 2023 maakte Ampadu zijn eerste doelpunt in het profvoetbal, maar verloor Spezia met 1–3. Daardoor degradeerde Ampadu voor een derde jaar op rij met zijn team.

### Leeds United
Ampadu verliet Chelsea FC na zes jaar op 19 juli 2023 met een permanente overstap naar Leeds United, dat het voorgaande seizoen was gedegradeerd naar de EFL Championship. Leeds United zou £ 7 miljoen hebben betaald, waarvan ruim £ 1 miljoen naar Exeter City zou gaan. Ampadu debuteerde voor Leeds United op 6 augustus 2023, als basisspeler in het competitieduel met Cardiff City (2–2). Op 7 januari 2024 maakte hij zijn eerste twee doelpunten voor de club, waarmee hij bijdroeg aan een 0–3 zege op Peterborough United in de FA Cup. Ampadu werd aan het eind van het seizoen benoemd tot Speler van het Jaar bij Leeds United. Bovendien werd hij opgenomen in het Team van het Seizoen in de Championship; samen met teamgenoten Crysencio Summerville en Georginio Rutter door de English Football League en samen met teamgenoten Illan Meslier, Archie Gray en Summerville door de spelersvakbond. Hij stond dat seizoen aan de aftrap voor alle competitieduels. Leeds United verloor in de finale van de play-offs op 26 mei 2024 met 0–1 van Southampton FC, waarmee het promotie naar de Premier League misliep.
Nadat hij in de tweede seizoenshelft van het voorgaande seizoen al regelmatig de aanvoerdersband had gedragen, werd Ampadu op 23 juli 2024 door trainer Daniel Farke benoemd tot eerste aanvoerder van Leeds United, waarmee hij Liam Cooper opvolgde. In september 2024 liep Ampadu een knieblessure op die hem twee maanden aan de kant hield. In februari 2025 liep hij een nieuwe knieblessure op. Nadat ervoor werd gekozen om geen operatie te ondergaan, keerde hij na anderhalf maand terug. Op 21 april 2025 verzekerde Leeds United zich van promotie naar het hoogste niveau, nadat het eerder op die dag met 6–0 won van Stoke City.

## Clubstatistieken
| Seizoen         | Club               | Competitie      | Competitie | Competitie | Beker | Beker | Continentaal | Continentaal | Overig | Overig | Totaal | Totaal |
| Seizoen         | Club               | Competitie      | Wed.       | Dlp.       | Wed.  | Dlp.  | Wed.         | Dlp.         | Wed.   | Dlp.   | Wed.   | Dlp.   |
| --------------- | ------------------ | --------------- | ---------- | ---------- | ----- | ----- | ------------ | ------------ | ------ | ------ | ------ | ------ |
| 2016/17         | Exeter City        | League Two      | 8          | 0          | 5     | 0     | —            | —            | 0      | 0      | 13     | 0      |
| 2017/18         | Chelsea FC         | Premier League  | 1          | 0          | 6     | 0     | 0            | 0            | 0      | 0      | 7      | 0      |
| 2018/19         | Chelsea FC         | Premier League  | 0          | 0          | 2     | 0     | 3            | 0            | 0      | 0      | 5      | 0      |
| 2019/20         | → RB Leipzig       | Bundesliga      | 3          | 0          | 1     | 0     | 3            | 0            | —      | —      | 7      | 0      |
| 2020/21         | → Sheffield United | Premier League  | 25         | 0          | 4     | 0     | —            | —            | —      | —      | 29     | 0      |
| 2021/22         | → Venezia FC       | Serie A         | 29         | 0          | 1     | 0     | —            | —            | —      | —      | 30     | 0      |
| 2022/23         | → Spezia Calcio    | Serie A         | 31         | 0          | 2     | 0     | —            | —            | 1      | 1      | 34     | 1      |
| 2023/24         | Leeds United       | Championship    | 46         | 0          | 5     | 2     | —            | —            | 3      | 0      | 54     | 2      |
| 2024/25         | Leeds United       | Championship    | 27         | 0          | 3     | 0     | —            | —            | —      | —      | 30     | 0      |
| Carrière totaal | Carrière totaal    | Carrière totaal | 170        | 0          | 29    | 2     | 6            | 0            | 4      | 1      | 209    | 3      |

Bijgewerkt t/m 27 april 2025.

## Interlandcarrière

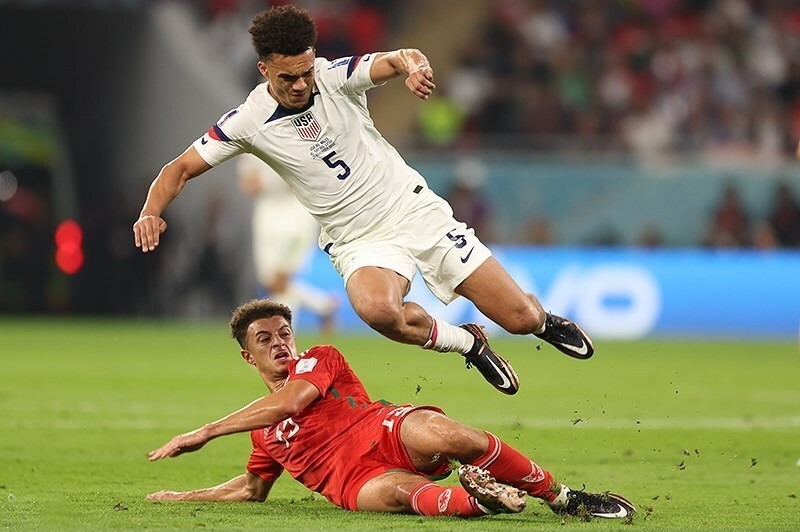
Ampadu (onder) in duel met Antonee Robinson tijdens het 1–1 gelijkspel van Wales tegen de Verenigde Staten op het WK 2022

Ampadu werd geboren in Engeland, zijn vader Kwame Ampadu is Iers en werd geboren in Ghana en zijn moeder is Welsh. Hij kwam in augustus 2015 tweemaal uit voor de onder 16 van Engeland, beide keren tegen de Verenigde Staten. Hij kwam ook uit voor meerdere Welshe nationale jeugdteams. In mei 2017 werd hij als 16-jarige door bondscoach Chris Coleman opgeroepen voor een trainingskamp van het eerste elftal in aanloop naar een interland tegen Servië in de WK-kwalificatie. Drie maanden later werd hij ook opgenomen in de selectie voor de WK-kwalificatiewedstrijden tegen Oostenrijk en Moldavië. Ampadu debuteerde voor het Welshe eerste elftal op 10 november 2017. Hij kwam toen na ruim een uur binnen de lijnen voor Joe Ledley tijdens een 2–0 oefennederlaag in en tegen Frankrijk. Drie dagen later startte hij in de basiself voor een oefenwedstrijd tegen Panama (1–1). Hij kwam vervolgens regelmatig in actie voor het nationale elftal.
Ampadu had al 22 interlands gespeeld toen hij op 30 mei 2021 door bondscoach Rob Page werd opgenomen in de 26-koppige selectie voor het EK 2020, dat door de coronacrisis met een jaar was uitgesteld. Op dat toernooi kwam hij in de eerste twee groepswedstrijden, tegen Zwitserland (1–1) en Turkije (0–2 winst) in actie als vervanger van Aaron Ramsey en Joe Allen. Tegen Italië in het laatste groepsduel (1–0 nederlaag) mocht Ampadu starten, maar kreeg hij tien minuten na de rust een rode kaart van Ovidiu Haţegan voor een overtreding op Federico Bernardeschi. Op een leeftijd van 20 jaar en 279 dagen werd hij daarmee de jongste speler ooit die een directe rode kaart kreeg op een EK-eindronde. Bondscoach Page en teamgenoot Ramsey vonden de rode kaart zwaar gestraft. Wales plaatste zich wel voor de achtste finales. Daarin werd er, zonder Ampadu door zijn schorsing, met 0–4 verloren van Denemarken.
Op 9 november 2022 werd Ampadu door Page opgenomen in de Welshe selectie voor het WK 2022 in Qatar, Wales' eerste deelname aan een WK sinds 1958. Hij startte in de basiself in iedere groepswedstrijd, tegen Verenigde Staten (1–1), Iran (0–2 verlies) en Engeland (0–3 nederlaag). Wales overleefde de groepsfase niet. Bij een 4–1 overwinning tegen Finland in de halve finales van de play-offs om kwalificatie voor het EK 2024 op 21 maart 2024 werd Ampadu met een leeftijd van 23 jaar en 189 dagen de jongste speler ooit die zijn vijftigste interland voor Wales speelde. Vijf dagen later verloor Wales op strafschoppen van Polen in de finale van de play-offs, waarmee Wales deelname aan de eindronde misliep. Bij afwezigheid van Aaron Ramsey en Ben Davies was Ampadu op 9 juni 2024 voor het eerst aanvoerder van het nationale elftal, bij een met 4–0 verloren oefeninterland tegen Slowakije.
| Interlands van Ethan Ampadu voor Wales | Interlands van Ethan Ampadu voor Wales | Interlands van Ethan Ampadu voor Wales | Interlands van Ethan Ampadu voor Wales | Interlands van Ethan Ampadu voor Wales | Interlands van Ethan Ampadu voor Wales |
| №                                      | Datum                                  | Wedstrijd                              | Uitslag                                | Competitie                             | Goals                                  |
| 8                                      | Als speler bij Chelsea FC              | Als speler bij Chelsea FC              | Als speler bij Chelsea FC              | Als speler bij Chelsea FC              | 0                                      |
| -------------------------------------- | -------------------------------------- | -------------------------------------- | -------------------------------------- | -------------------------------------- | -------------------------------------- |
| 01.                                    | 10 november 2017                       | Frankrijk – Wales                      | 2 – 0                                  | Vriendschappelijk                      |                                        |
| 02.                                    | 14 november 2017                       | Wales – Panama                         | 1 – 1                                  | Vriendschappelijk                      |                                        |
| 03.                                    | 6 september 2018                       | Wales – Ierland                        | 4 – 1                                  | UEFA Nations League 2018/19            |                                        |
| 04.                                    | 9 september 2018                       | Denemarken – Wales                     | 2 – 0                                  | UEFA Nations League 2018/19            |                                        |
| 05.                                    | 11 oktober 2018                        | Wales – Spanje                         | 1 – 4                                  | Vriendschappelijk                      |                                        |
| 06.                                    | 16 november 2018                       | Wales – Denemarken                     | 1 – 2                                  | UEFA Nations League 2018/19            |                                        |
| 07.                                    | 8 juni 2019                            | Kroatië – Wales                        | 2 – 1                                  | Kwalificatie EK 2020                   |                                        |
| 08.                                    | 11 juni 2019                           | Hongarije – Wales                      | 1 – 0                                  | Kwalificatie EK 2020                   |                                        |
| 5                                      | Als speler bij RB Leipzig              | Als speler bij RB Leipzig              | Als speler bij RB Leipzig              | Als speler bij RB Leipzig              | 0                                      |
| 09.                                    | 6 september 2019                       | Wales – Azerbeidzjan                   | 2 – 1                                  | Kwalificatie EK 2020                   |                                        |
| 10.                                    | 10 oktober 2019                        | Slowakije – Wales                      | 1 – 1                                  | Kwalificatie EK 2020                   |                                        |
| 11.                                    | 13 oktober 2019                        | Wales – Kroatië                        | 1 – 1                                  | Kwalificatie EK 2020                   |                                        |
| 12.                                    | 16 november 2019                       | Azerbeidzjan – Wales                   | 0 – 2                                  | Kwalificatie EK 2020                   |                                        |
| 13.                                    | 19 november 2019                       | Wales – Hongarije                      | 2 – 0                                  | Kwalificatie EK 2020                   |                                        |
| 2                                      | Als speler bij Chelsea FC              | Als speler bij Chelsea FC              | Als speler bij Chelsea FC              | Als speler bij Chelsea FC              | 0                                      |
| 14.                                    | 3 september 2020                       | Finland – Wales                        | 0 – 1                                  | UEFA Nations League 2020/21            |                                        |
| 15.                                    | 6 september 2020                       | Wales – Bulgarije                      | 1 – 0                                  | UEFA Nations League 2020/21            |                                        |
| 11                                     | Als speler bij Sheffield United        | Als speler bij Sheffield United        | Als speler bij Sheffield United        | Als speler bij Sheffield United        | 0                                      |
| 16.                                    | 8 oktober 2020                         | Engeland – Wales                       | 3 – 0                                  | Vriendschappelijk                      |                                        |
| 17.                                    | 11 oktober 2020                        | Ierland – Wales                        | 0 – 0                                  | UEFA Nations League 2020/21            |                                        |
| 18.                                    | 14 oktober 2020                        | Bulgarije – Wales                      | 0 – 1                                  | UEFA Nations League 2020/21            |                                        |
| 19.                                    | 15 november 2020                       | Wales – Ierland                        | 1 – 0                                  | UEFA Nations League 2020/21            |                                        |
| 20.                                    | 18 november 2020                       | Wales – Finland                        | 3 – 0                                  | UEFA Nations League 2020/21            |                                        |
| 21.                                    | 24 maart 2021                          | België – Wales                         | 3 – 1                                  | Kwalificatie WK 2022                   |                                        |
| 22.                                    | 30 maart 2021                          | Wales – Tsjechië                       | 1 – 0                                  | Kwalificatie WK 2022                   |                                        |
| 23.                                    | 5 juni 2021                            | Wales – Albanië                        | 0 – 0                                  | Vriendschappelijk                      |                                        |
| 24.                                    | 12 juni 2021                           | Wales – Zwitserland                    | 1 – 1                                  | EK 2020                                |                                        |
| 25.                                    | 16 juni 2021                           | Turkije – Wales                        | 0 – 2                                  | EK 2020                                |                                        |
| 26.                                    | 20 juni 2021                           | Italië – Wales                         | 1 – 0                                  | EK 2020                                |                                        |
| 10                                     | Als speler bij Venezia FC              | Als speler bij Venezia FC              | Als speler bij Venezia FC              | Als speler bij Venezia FC              | 0                                      |
| 27.                                    | 1 september 2021                       | Finland – Wales                        | 0 – 0                                  | Vriendschappelijk                      |                                        |
| 28.                                    | 8 september 2021                       | Wales – Estland                        | 0 – 0                                  | Kwalificatie WK 2022                   |                                        |
| 29.                                    | 8 oktober 2021                         | Tsjechië – Wales                       | 2 – 2                                  | Kwalificatie WK 2022                   |                                        |
| 30.                                    | 11 oktober 2021                        | Estland – Wales                        | 0 – 1                                  | Kwalificatie WK 2022                   |                                        |
| 31.                                    | 13 november 2021                       | Wales – Wit-Rusland                    | 5 – 1                                  | Kwalificatie WK 2022                   |                                        |
| 32.                                    | 24 maart 2022                          | Wales – Oostenrijk                     | 2 – 1                                  | Kwalificatie WK 2022                   |                                        |
| 33.                                    | 29 maart 2022                          | Wales – Tsjechië                       | 1 – 1                                  | Vriendschappelijk                      |                                        |
| 34.                                    | 5 juni 2022                            | Wales – Oekraïne                       | 1 – 0                                  | Kwalificatie WK 2022                   |                                        |
| 35.                                    | 11 juni 2022                           | Wales – België                         | 1 – 1                                  | UEFA Nations League 2022/23            |                                        |
| 36.                                    | 14 juni 2022                           | Nederland – Wales                      | 3 – 2                                  | UEFA Nations League 2022/23            |                                        |
| 8                                      | Als speler bij Spezia Calcio           | Als speler bij Spezia Calcio           | Als speler bij Spezia Calcio           | Als speler bij Spezia Calcio           | 0                                      |
| 37.                                    | 22 september 2022                      | België – Wales                         | 2 – 1                                  | UEFA Nations League 2022/23            |                                        |
| 38.                                    | 21 november 2022                       | Verenigde Staten – Wales               | 1 – 1                                  | WK 2022                                |                                        |
| 39.                                    | 25 november 2022                       | Wales – Iran                           | 0 – 2                                  | WK 2022                                |                                        |
| 40.                                    | 29 november 2022                       | Wales – Engeland                       | 0 – 3                                  | WK 2022                                |                                        |
| 41.                                    | 25 maart 2023                          | Kroatië – Wales                        | 1 – 1                                  | Kwalificatie EK 2024                   |                                        |
| 42.                                    | 28 maart 2023                          | Wales – Letland                        | 1 – 0                                  | Kwalificatie EK 2024                   |                                        |
| 43.                                    | 16 juni 2023                           | Wales – Armenië                        | 2 – 4                                  | Kwalificatie EK 2024                   |                                        |
| 44.                                    | 19 juni 2023                           | Turkije – Wales                        | 2 – 0                                  | Kwalificatie EK 2024                   |                                        |
| 10                                     | Als speler bij Leeds United            | Als speler bij Leeds United            | Als speler bij Leeds United            | Als speler bij Leeds United            | 0                                      |
| 45.                                    | 7 september 2023                       | Wales – Zuid-Korea                     | 0 – 0                                  | Vriendschappelijk                      |                                        |
| 46.                                    | 11 september 2023                      | Letland – Wales                        | 0 – 2                                  | Kwalificatie EK 2024                   |                                        |
| 47.                                    | 15 oktober 2023                        | Wales – Kroatië                        | 2 – 1                                  | Kwalificatie EK 2024                   |                                        |
| 48.                                    | 18 november 2023                       | Armenië – Wales                        | 1 – 1                                  | Kwalificatie EK 2024                   |                                        |
| 49.                                    | 21 november 2023                       | Wales – Turkije                        | 1 – 1                                  | Kwalificatie EK 2024                   |                                        |
| 50.                                    | 21 maart 2024                          | Wales – Finland                        | 4 – 1                                  | Kwalificatie EK 2024                   |                                        |
| 51.                                    | 26 maart 2024                          | Wales – Polen                          | 0 – 0 n.v. (4–5 pen.)                  | Kwalificatie EK 2024                   |                                        |
| 52.                                    | 9 juni 2024                            | Slowakije – Wales                      | 4 – 0                                  | Vriendschappelijk                      |                                        |
| 53.                                    | 6 september 2024                       | Wales – Turkije                        | 0 – 0                                  | UEFA Nations League 2024/25            |                                        |
| 54.                                    | 9 september 2024                       | Montenegro – Wales                     | 1 – 2                                  | UEFA Nations League 2024/25            |                                        |

Bijgewerkt t/m 27 april 2025.

## Erelijst
Chelsea FC
- UEFA Europa League: 2018/19
- FA Cup: 2017/18

Persoonlijk
- Leeds United Speler van het Jaar: 2023/24
- EFL Championship Team van het Seizoen: 2023/24
- PFA Championship Team van het Jaar: 2023/24

## Persoonlijk
Ampadu heeft zijn voormalige teamgenoten Gareth Bale, Ashley Williams, César Azpilicueta en Liam Cooper als invloeden op zijn carrière. In 2022 werd hij vader.